# Budapesti Nemzetközi Képregényfesztivál
Budapesten 2005 óta tartanak képregényes seregszemlét, előbb Magyar Képregényfesztivál, majd 2012-től kezdve - figyelembe véve, hogy időközben rendszeressé vált a Szegedi képregényfesztivál is - Budapesti Nemzetközi Képregényfesztivál néven. A rendezvény házigazdája a Magyar Képregény Szövetség. A fesztiválra március és május között változó időpontban kerül sor. A rendezvény központi eseménye egy kirakodóvásár, a hazai kiadók és alkotók többségének részvételével. A fesztivál keretében adják át 2006 óta az Alfabéta-díjakat. A fesztivál nemzetközi jellege fokozatosan alakult ki.

## A budapesti képregényfesztiválok kronológiája
| Sorszám | Év, hó, nap             | Helyszín                              | Látogatók száma                 | Külföldi és kiemelt hazai vendégek | Megjegyzések |
| ------- | ----------------------- | ------------------------------------- | ------------------------------- | --- | --- |
| 1.      | 2005. április 9.        | Almássy téri Ifjúsági Ház             | 1900                            | Sarlós Endre | |
| 2.      | 2006. március 5.        | Millenáris Teátrum                    | 1700                            | Aleksandar Zograf (Szerbia) | Az Alfabéta-díjak első átadása; MKA-óriásképregények kiállítása; Heaven Street Seven-koncert; közös rendezés az Átjáró Napokkal |
| 3.      | 2007. március 31.       | Gödör Klub                            | kb. 2500                        | Aleksandar Zograf (Szerbia) | Malacka és a Tahó és Ef Zámbó Happy Dead Band koncertek |
| 4.      | 2008. május 17-18.      | Gödör Klub                            | kb. 3000                        | Marcel Ruijters (Hollandia) | plakát: Cserkuti Dávid |
| 5.      | 2009. április 18.       | Gödör Klub                            | kb. 2000                        | Kati Kovács (Finnország), Alexandru Ciubotariu, Dodo Niță (Románia), Rusz Lívia | plakát: Haragos Péter; reklámfilm: Patrovits Tamás |
| 6.      | 2010. május 22.         | Gödör Klub                            | kb. 1800                        | Igor Kordej, Darko Macan (Horvátország), Aleksandar Zograf (Szerbia), Pran Kumar (India) | plakát: Lakatos István; reklámfilm: Lanczinger Mátyás |
| 7.      | 2011. április 30.       | Dürer-kert                            | 1200                            | Joost Swarte, Marcel Ruijters, Jeroen Funke, Boris Peeters, Typex, Maaike Hartjes, Albo Helm, Gert Jan Pos (Hollandia), Joonas Sildre, Elina Sildre, Anni Mäger (Észtország), Mari Ahoikovu, Kalle Hakkola (Finnország), Ilan Katin (USA) | Plakát: Joost Swarte; első képregénycsata holland-finn-észt-magyar részvétellel |
| 8.      | 2012. május 12.         | Millenáris Teátrum                    | 1500                            | Piotr Kasiński, Tomasz Tomaszewski, Robert Trojanowski (Lengyelország), Heidi Salminen (Finnország), Bakay László, Radovan Šenšel (Szlovákia), Simon Häussle (Ausztria)                                                                   | Plakát: Fritz Zoltán; Nordicomics, Comics and Comments, Pókember 50 éves kiállítások |
| 9.      | 2013. május 12.         | Millenáris Teátrum                    | 1000                            | Aleksandar Zograf (Szerbia), Paweł Timofiejuk, Michał Śledziński (Lengyelország), Dodo Niță (Románia), Fazekas Attila | Plakát: Haránt Artúr; Sebők Imre, Walking Dead, lengyel és olasz kiállítások |
| 10.     | 2014. május 18.         | Dürer-kert                            | 1300                            | Boulet (Franciaország), Hélène Becquelin (Svájc), Claudio Chiaverotti (Olaszország), Bartosz Sztybor, Piotr Nowacki (Lengyelország), Nicolas Grivel (Franciaország), Galla Miklós                                                         | Plakát: Csordás Dániel |
| 11.     | 2015. május 10.         | Dürer-kert                            | 1300                            | Ptiluc (Franciaország), Pierre Wazem (Svájc), Typex (Hollandia), Lucie Lomová (Csehország), Fabio Celoni (Olaszország), a Bucó, Szetti, Tacsi egykori alkotói, Csőre Gábor színművész                                                     | Plakát: Molnár Gábor |
| 12.     | 2016. május 8.          | Dürer-kert                            | 1700                            | Rutu Modan (Izrael), Alessio Fortunato (Olaszország), Pertti Jarla, Kivi Larmola, Emmi Valve, Vesa Kataisto, Harri Römpötti (Finnország), Till Attila filmrendező                                                                         | Plakát: Garisa H. Zsolt |
| 13.     | 2017. május 14.         | Dürer-kert                            | 1850                            | Jul (Franciaország), Leopold Maurer (Ausztria), Victor Drujiniu (Románia), Marco Orsini (Olaszország), Puzsér Róbert | Plakát: Haui József |
| 14.     | 2018. május 13.         | Dürer-kert                            | 1700                            | Jacques Ferrandez (Franciaország), Kati Kovács (Finnország), Thomas Kriebaum (Ausztria), Alexandru Ciubotariu (Románia), Fabrizio di Tommaso (Olaszország), Szabó Győző                                                                   | Plakát: Vincze Nóra |
| 15.     | 2019. május 8-12.       | több helyszín, 15-én Dürer-kert       | 15-én 1700, többi napon kb. 400 | Vittorio Giardino (Olaszország), Jean-Pierre Pécau (Franciaország), Nicolas Mahler (Ausztria) | Plakát: Felvidéki Miklós; további helyszínek: Restro Puskin, Nem Adom Fel kávézó (Képregénykönyvtár), Klauzál13 galéria, Bem mozi, Francia Intézet, Olasz Kulturális Intézet |
| 16.     | 2020. szeptember 25-27. | 25-én Restro Puskin, 27-én Dürer-kert | 25-én 40, 27-én 750             | "Magyar alkotók nemzetközi vizeken": Tondora Judit, Németh Gyula, László Márk, Felvidéki Miklós, Pilcz Roland | Plakát: Németh Gyula; "Szembejön az ismeretlen" kiállítás a Retro Puskinban Farkas Lajos, Koska Zoltán és Németh Gyula munkáiból |
| 17.     | 2022. június 3-5.       | több helyszín, 5-én Dürer-kert        | 5-én 850                        | Walter Venturi (Olaszország), Ronan Toulhoat (Franciaország), Mahmud Asrar (Törökország) | Plakát: Benczédi Anna Júlia; további helyszínek: Restro Puskin, Francia Intézet, Olasz Kulturális Intézet; Kiállítások: "Átváltozások" (a 2020-as és 2021-es képregénydíjasok munkáiból), "Így készül az Asterix" (pop-up kiállítás) |
| 18.     | 2023. május 10-14.      | több helyszín, 14-én Dürer-kert       | 14-én 750                       | Luis Bustos (Spanyolország), Regina Hofer és Leopold Maurer (Ausztria), Joonas Sildre (Észtország), Walter Venturi (Olaszország), Thomas Verguet (Franciaország), Iveta Merglová, Vojtěch Mašek és Chrudoš Valoušek (Csehország)          | Plakát: Hudra Móni és Oravecz Gergely; további helyszínek: Restro Puskin, Kelet kávézó, Gőlya (Képregénykönyvtár), Garden Studio, Klauzál13 galéria, Milestone Intézet, Francia Intézet, Olasz Kulturális Intézet; Kiállítások: "Átutazók" (a 2022-es képregénydíjasok munkáiból), "Ema elvan" (Iveta Merglová)                                                                                   |
| 19.     | 2024. május 10-12.      | több helyszín, 12-én ELTE Gömb Aula   | 12-én 900                       | Maria és Ileana Surducan (Románia), Valentina Romeo (Olaszország), Dalibor Talajic (Horvátország), Michal Sledzinski (Lengyelország), Vinz Schwarzbauer (Ausztria), Filip Zatloukal (Csehország)                                          | Plakát: László Márk; további helyszínek: Restro Puskin, Román Intézet, Lengyel Intézet, Olasz Kulturális Intézet, Francia Intézet, Massolit kávéház és könyvesbolt; Kiállítások: "Valóságérzetek" (a 2023-as képregénydíjasok munkáiból), Zórád Ernő-képregénypályázat díjazottjai, "Kubuni" (képregények Afrikából), "Women Power in Comics"; Konferencia: Fekete-Afrika ábrázolása képregényben |